# Теринка (Лука)
Теринка је насеље у Италији у округу Лука, региону Тоскана.
Према процени из 2011. у насељу је живело 331 становника. Насеље се налази на надморској висини од 496 м.